# Priscila Fantin
Priscila Fantin de Freitas, née le 18 février 1983 à Salvador, est une actrice brésilienne.